# Engelʹgardt (cráter)

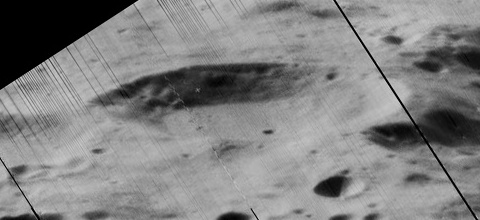
Imagen oblicua Lunar Orbiter 5

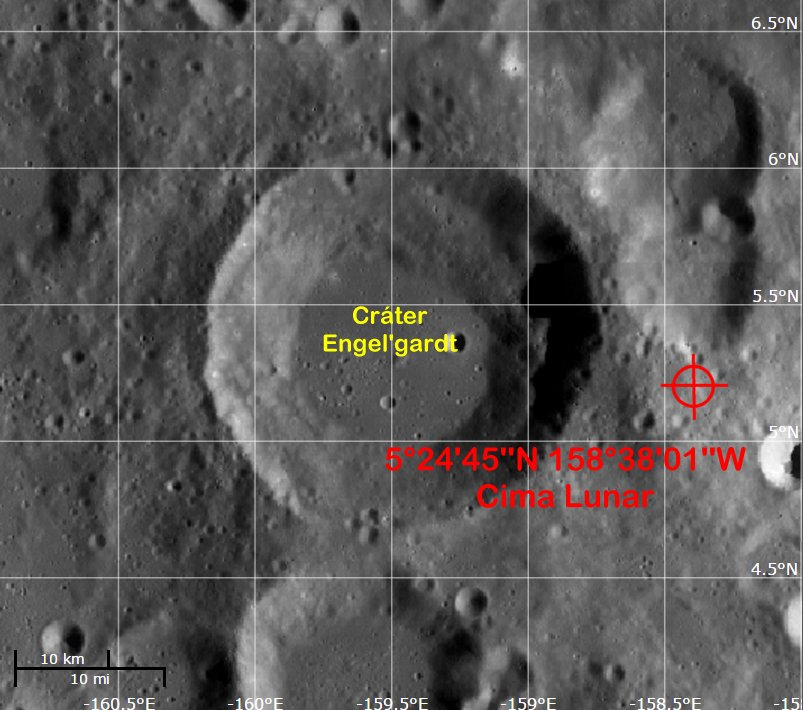
Localización del punto más alto de la Luna. Imagen LRO

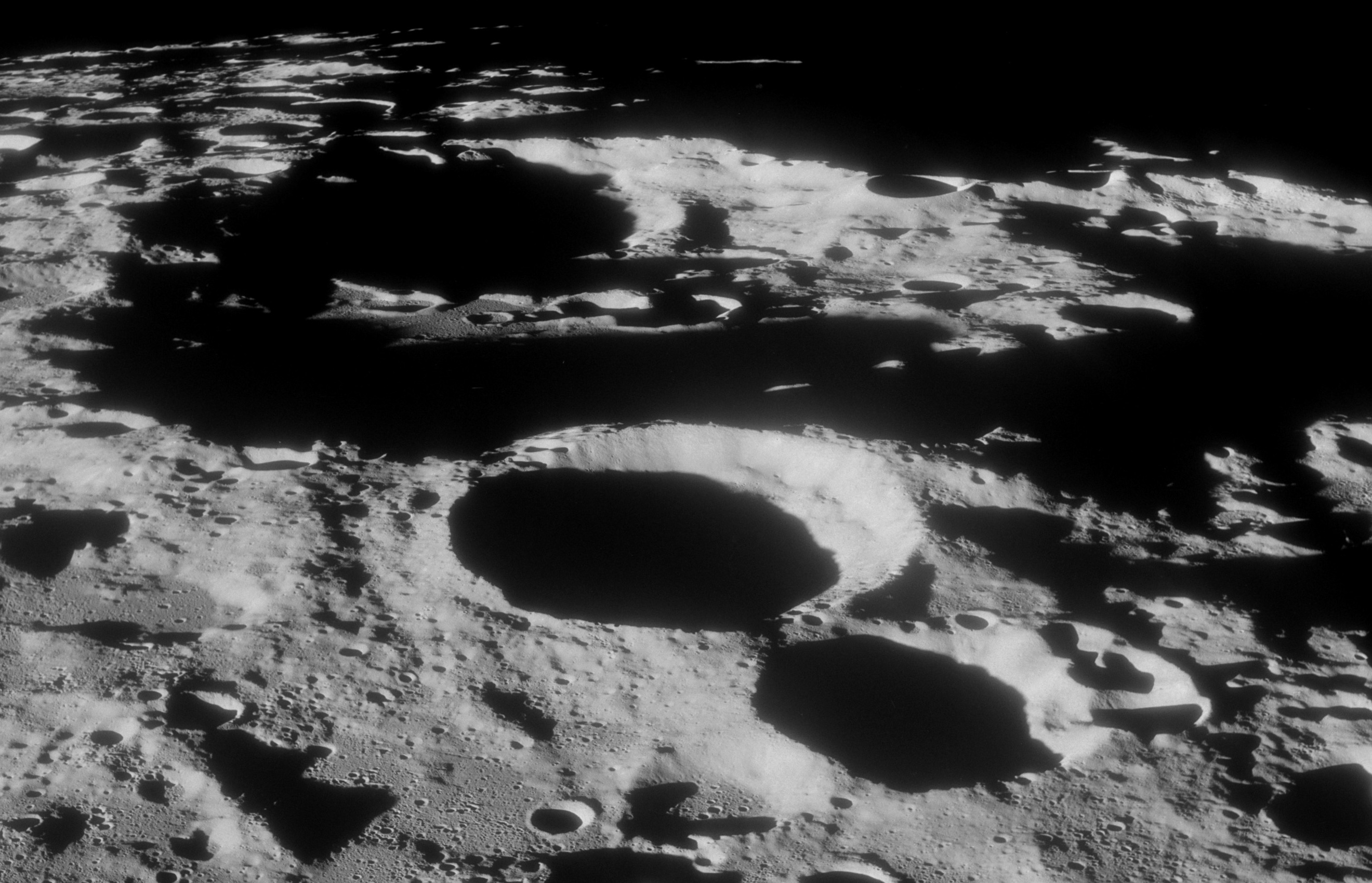
Vista oblicua desde el Apolo 11, cerca del terminador

Engelʹgardt o Engelhardt es un cráter situado en la cara oculta de la Luna, al norte de la enorme llanura amurallada del cráter Korolev. El cráter satélite Engelʹgardt B está unido al borde norte del cráter, y es en realidad una formación mucho más grande, con un diámetro de 163 km. Al oeste-noroeste aparece el cráter Lebedinskiy.
|  |

Se trata de un cráter circular con un borde que ha sido erosionado solo ligeramente. El material en los lados interiores se ha deslizado hacia abajo para formar acumulaciones de cantos rodados a lo largo de la base. La pared interior se estrecha hacia el sur, donde el cráter satélite Engelʹgardt N se encuentra adyacente al borde. A menos de un diámetro del cráter hacia el este-sureste aparece un pequeño cráter con un alto albedo, rodeado de una falda de color claro. Esta falda llega hasta el límite del borde de Engelʹgardt.
Engelʹgardt se encuentra en el margen sur de la Cuenca Dirichlet-Jackson.

## Punto más alto de la Luna
El Punto más alto de la Luna ("Selenean summit" en inglés), con una cota de 10.786 m sobre la elevación media lunar, está situado en el borde este del cráter Engelʹgardt.

## Cráteres satélite
Por convención estos elementos son identificados en los mapas lunares poniendo la letra en el lado del punto medio del cráter que está más cerca de Engelʹgardt.
|             | \| Engelʹgardt \| Coordenadas \| Diámetro \| \| ----------- \| ------------------------------- \| -------- \| \| B \| 8°18′N 157°42′O / 8.3, -157.7 \| 136 km \| \| C \| 10°06′N 156°54′O / 10.1, -156.9 \| 49 km \| \| J \| 2°42′N 155°24′O / 2.7, -155.4 \| 19 km \| \| K \| 2°24′N 157°48′O / 2.4, -157.8 \| 18 km \| \| N \| 4°24′N 159°18′O / 4.4, -159.3 \| 28 km \| \| R \| 4°24′N 162°00′O / 4.4, -162.0 \| 15 km \| |          |
| Engelʹgardt | Coordenadas | Diámetro |
| B           | 8°18′N 157°42′O / 8.3, -157.7 | 136 km   |
| C           | 10°06′N 156°54′O / 10.1, -156.9 | 49 km    |
| J           | 2°42′N 155°24′O / 2.7, -155.4 | 19 km    |
| K           | 2°24′N 157°48′O / 2.4, -157.8 | 18 km    |
| N           | 4°24′N 159°18′O / 4.4, -159.3 | 28 km    |
| R           | 4°24′N 162°00′O / 4.4, -162.0 | 15 km    |